# Agrochola luteogrisea
Agrochola luteogrisea is een vlinder uit de familie uilen (Noctuidae). De wetenschappelijke naam is voor het eerst geldig gepubliceerd in 1911 door Warren.
De soort komt voor in Europa.